# Don Lee
Don Lee (Tokyo, 1959) è uno scrittore statunitense d'origine coreana.

## Biografia
Nato nel 1959 a Tokyo, ha conseguito un B.A. in letteratura inglese all'Università della California a Los Angeles e un Master of Fine Arts in scrittura creativa e letteratura all'Emerson College.
Coreano-americano di terza generazione, nel 2002 ha esordito nella narrativa con la raccolta di racconti Yellow aggiudicandosi il Sue Kaufman Prize for First Fiction.
Con il suo primo romanzo, La luna lontana e il profumo del te pubblicato nel 2004, ha ottenuto un American Book Awards e l'Edgar Award per il miglior romanzo d'esordio.

## Opere

### Romanzi
- La luna lontana e il profumo del tè (Country of Origin, 2004), Milano, Kowalski, 2007 traduzione di Daria Restani ISBN 978-88-7496-633-2.
- Wrack and Ruin (2008)
- The Collective (2012)
- Lonesome Lies Before Us (2017)

### Raccolte di racconti
- Yellow (2002)

## Premi e riconoscimenti
- Sue Kaufman Prize for First Fiction: 2002 vincitore con Yellow
- American Book Awards: 2005 vincitore con La luna lontana e il profumo del te
- Edgar Award per il miglior romanzo d'esordio: 2005 vincitore con La luna lontana e il profumo del te